# Посёлок совхоза «Красный Октябрь»
Совхоза «Красный Октябрь»  — поселок в Новошешминском районе Татарстана. Административный центр Краснооктябрьского сельского поселения.

## География
Находится в центральной части Татарстана на расстоянии приблизительно 5 км по прямой на юг от районного центра села Новошешминск у речки Секинесь.

## История
Основан в 1929 году.

## Население
Постоянных жителей было: в 1938—213, в 1949—422, в 1958—217, в 1970—514, в 1979—510, в 1989—795, в 2002 − 706 (русские 66 %,татары 27 %), 621 в 2010.